# Rue Garreau
La rue Garreau est une voie du 18e arrondissement de Paris, en France.

## Situation et accès
La rue Garreau est une voie publique située dans le 18e arrondissement de Paris. Elle débute au 9, rue Ravignan et se termine au 18, rue Durantin.

## Origine du nom
Cette voie est nommée d'après le nom du propriétaire des terrains sur lesquels elle a été ouverte.

## Historique
Cette voie privée devenue publique est classée dans la voirie de Paris par un arrêté du 25 août 1959. 